# Colegio Humboldt Caracas
Das Colegio Humboldt Caracas (kurz: CHC) ist eine private deutsch-venezolanische Begegnungsschule in Caracas (Venezuela). Im Jahr 2012 erhielt die Schule vom deutschen Staat das Gütesiegel Exzellente Deutsche Auslandsschule und führte es bis März 2023. Seit November 2024 darf sie dieses Gütesiegel erneut verwenden als Ergebnis der Bund-Länder-Inspektion (Nachinspektion BLI 3.0), die vom 11. bis 15. November 2024 durchgeführt wurde.

## Schulprofil
Das CHC bietet derzeit (Stand 1/2020) 366 weiblichen und 393 männlichen Schülern eine deutschsprachige Bildung vom Kindergarten bis zum Abitur. Der Lehrkörper bestand zeitweise aus 70 venezolanischen und 19 deutschen Lehrkräften. Das Colegio Humboldt Caracas ist eine Ganztagsschule. Am Nachmittag gibt es neben einer Hausaufgabenbetreuung auch Sportangebote, wie zum Beispiel Volleyball, Basketball, Fußball, Leichtathletik, Schwimmen, Karate, Schach und Gymnastik, und Kulturangebote, wie zum Beispiel Musik, Chor, Kunst, Theater und Debattieren. Das CHC ist unter anderem mit einigen Sportplätzen, einer Schwimmhalle und einer Bibliothek ausgestattet. Am CHC können sowohl der höchste venezolanische Bildungsabschluss, das Bachelorato, als auch das Deutsche Internationale Abitur erreicht werden.

### Bildungsschwerpunkt: Sprachen
Die Kinder lernen ab dem Kindergarten Deutsch, welches auch schon in einigen Fächern im Stundenplan der Grundschüler integriert ist. Die Schüler der Klasse 8 und 9 können das Deutsche Sprachdiplom Stufe I (DSD I), die Schüler der Klasse 11 und 12 das Deutsche Sprachdiplom Stufe II (DSD II) erwerben. Ab der Klasse 5 kommt Englisch als weitere Fremdsprache hinzu. Französisch wird ab der Klasse 7 angeboten.
Wegen ihres großen Engagements für den Umweltschutz bezeichnet sich die Schule als „Grüne Schule“. Sie liegt in ca. 1000 m Höhe und grenzt an den Nationalpark El Ávila.

### Soziales Engagement
Die Schülerinnen und Schüler engagieren sich in der Arbeit mit Kindern und Jugendlichen sowie in der Altenarbeit. Ein Umfang von mindestens 60 Stunden sozialer Arbeit ist (gesetzlich) verpflichtend. Ein wichtiger Partner des sozialen Engagements ist der gemeinnützige Verein AVAS (Asociación Venezolana – Alemana De Socorro), der stark vom Engagement der Humboldt-Schülerinnen und -Schüler profitiert.

### Wettbewerbe
Die Schülerinnen und Schüler des Colegio Humboldt nehmen regelmäßig erfolgreich an nationalen und internationalen Wettbewerben teil.
- 2019 / 2020 – Model United Nation – Einladung zur Europäischen Ausscheidung in Heilbronn im März 2020 (coronabedingte Absage der Veranstaltung).[15]
- 2019 / 2020 – Mathe im Advent – Einzelpreise für 5 Schülerinnen und Schüler (darunter ein 1. Preis), Teilnahme an der Preisverleihung in Berlin.[16]
- 2019 / 2020 – Teens4elderly – 1. Preis für 7 Schülerinnen und Schüler der Klasse 11. Thema des Wettbewerbs 2019 / 2020 war die Vorbeugung von Herz-Kreislaufkrankheiten bei Senioren mittels digitaler Medien.[17][18]

## Kritik
Im Februar 2024 wurde das Colegio Humboldt Caracas zum Gegenstand einer Kleinen Anfrage im Deutschen Bundestag. Hintergrund sind langjährige finanzielle Unregelmäßigkeiten, über die sowohl in Deutschland wie in Venezuela berichtet wurde. So erhielt die Ehefrau des damaligen deutschen Schulleiters Thomas A., Doreen A., über mehrere Jahre ein monatliches „Gehalt“ in Höhe von 20.000,- Euro und unterrichtete hierfür fünf Stunden wöchentlich. Anfang 2024 berichtete das venezolanische Online-Portal „La Patilla“ über die Festnahme des ehemaligen Vorsitzenden des Schulvereins, Steffen Finkelmeyer, in Deutschland. Der Vorwurf lautete auf Veruntreuung von 3 Millionen Euro.zum Nachteil der Schule. Gegen den ehemaligen Schulleiter Thomas A. ermittelt laut Antwort der Deutschen Bundesregierung auf die Kleine Anfrage des MdB Andrej Hunko die Staatsanwaltschaft wegen Veruntreuung zum Nachteil des Colegio Humboldt Caracas.
Die Gehälter der venezolanischen Lehrkräfte sind gemessen an deutschen Lehrergehältern niedrig. Ursächlich hierfür sind die – für eine Privatschule – sehr niedrigen Elternbeiträge von zwischenzeitlich bis zu unter 50 US-Dollar pro Monat. Dies liegt nicht zuletzt an einer Besonderheit des venezolanischen Systems, wonach ausschließlich die Eltern die Höhe des Schulgeldes festsetzen können. Die aus Deutschland kommenden Fördergelder sind zweckgebunden und dürfen nicht für die Bezahlung venezolanischer Lehrkräfte verwendet werden.
Im Frühjahr 2020 wurde – ohne Zustimmung der Eltern, mit Genehmigung durch das venezolanische Bildungsministerium – die Höhe des Schulgeldes neu festgesetzt. Eine Nachzahlung wurde geleistet. Die Höhe der Gehälter der venezolanischen Lehrkräfte wurde entsprechend angepasst und bewegt sich – gemessen an den Gehältern von Privatschulen im Lande – nunmehr im oberen Mittelfeld.

## Politisch bedingte Probleme
Die politische und wirtschaftliche Krise des Landes betrifft insbesondere die armen (bzw. verarmten) Schichten der venezolanischen Bevölkerung. Das Colegio Humboldt Caracas ist insofern betroffen, als dass Probleme der Infrastruktur zu gelegentlichen Ausfällen der Strom-, Wasser- oder Internetversorgung führen. In den vergangenen Jahren wurde auf vielfältige Weise Vorsorge getroffen, um Unterrichtsausfälle zu vermeiden bzw. zu minimieren: Anschaffung von Notstromgeneratoren (Schulverwaltung und schuleigene Kopiererei) und Wassertanks (Schultoiletten), parallele Verträge mit mehreren Internetanbietern (schuleigenes WLAN).
COVID-19-Pandemie: Bereits zum 13. März 2020 wurde in Venezuela der Präsenzunterricht an allen Schulen ausgesetzt, Anfang April 2020 entschied die Regierung, das Schuljahr per Online-Unterricht zu Ende zu führen. Das Colegio Humboldt Caracas hatte bereits 2018 / 2019 das Konzept „Lernen zu Hause“ entwickelt, auf dessen Grundlage der Unterricht derzeit (Stand Juni 2020) online fortgeführt wird.

## Geschichte
Ein Überblick über die Geschichte der Schule befindet sich auf der Website der Schule.

### 1894
Am 15. Mai 1894 wurde das CHC mit den Namen „Deutsche Schule“ (Colegio Alemán) auf Initiative einer Gruppe Venezolaner deutscher Herkunft und unter tatkräftiger Unterstützung durch den deutschen Botschafter Friedrich Wilhelm Graf von Kleist-Tychow gegründet.

### 1898
Der erste Standort der Schule war ein gemietetes Haus im Zentrum von Caracas. Die genaue Adresse lautete „Doctor Díaz a Zamuro Nr. 63“ (durch den Bau von Av. Bolívar besteht diese nicht mehr). Der zweite Standort war „de Bolsa a Padre Sierra Nr. 22“. Dieses Häuserviertel stimmt mit der heutigen Adresse Av. Sur 4 gegenüber von Capitolio überein.

### 1920–1925
Nach einem weiteren Umzug wurde in den Jahren von 1920 bis 1925 in einem kleinen Haus in Av. Sur 6 Nr. 32, Muñoz a Pedrera (heute Av. Baralt) unterrichtet. Wegen der internationalen Situation verringerte sich die Anzahl der Schüler derart, dass eine Schließung der Schule erwogen wurde.

### 1940
Durch die Hilfe einer Gruppe von venezolanischen und deutschen Unterstützern, sowie von der deutschen Regierung, wurde es möglich, ein großes Haus zu kaufen, welches sich in „Mercaderes a Gorda Nr. 43“ befand. Nach dem Umbau wurde der vierte Standort am 18. Februar 1925 feierlich eingeweiht. Dort bestand die Schule bis zum Jahr 1940.

### 1942
Dann verlegte man die Schule in ein neues Gebäude in Sabana Grande, heute zwischen Calle El Colegio und Av. Casanova. An diesem Ort, dem inzwischen fünften Standort, erhielt die Schule den Namen „Colegio Humboldt“. Als Folge des II. Weltkriegs wurde am 19. Mai 1942 nach einer offiziellen Anordnung die Schule geschlossen und das ganze Vermögen enteignet.

### 1952–1953
Nach Kriegsende wurde die Schule zwischen 1952 und 1953 wieder eröffnet. Aufgrund der stetig wachsenden Schülerzahl wurde das Haus in Sabana Grande zu klein. Daher wurde es notwendig, die Schule ein sechstes Mal an einen anderen Ort zu verlegen. Am Fuß des Ávila wurde das erste Gebäude der heutigen Schule nach einem Entwurf des Architekten F. W. Beckhoff gebaut. Dieses wurde 1957 eingeweiht und daraus entwickelte sich, nach mehreren Gebäudeerweiterungen, die Schule zu dem heutigen modernen Colegio Humboldt.

### 1998–1999
Auf Grundlage einer Vereinbarung zwischen der Bundesrepublik Deutschland und Venezuela wurde die deutsche Auslandsschule Caracas ab dem Schuljahr 1998–1999 in eine Begegnungsschule umgewandelt.

### 2019
Im März 2019 rief das deutsche Außenministerium die verbliebenen 20 deutschen Lehrer an der Schule aufgrund der politischen Krise zum Verlassen des Landes auf. Diesem Aufruf leistete keiner der deutschen Lehrkräfte freiwillig Folge. Vier von Deutschland entsandte Lehrkräfte mussten auf Weisung der deutschen Aufsichtsbehörde das Land verlassen. Im Sommer 2019 kehrten zwei von ihnen ans CHC zurück, bei den zwei anderen Lehrkräften endete der Vertrag zum Sommer 2019.

### 2023
Seit März 2023 darf due Schule das Qualitätssiegel „Exzellente Deutsche Auslandsschule“ nicht mehr führen. Die von Deutschland entsandten BLI-Inspektoren attestierten Mängel insbesondere in den Bereichen „Führungsverantwortung“, „Governance“, „Qualitätsmanagement“ sowie in der Personalplanung und -entwicklung. Insgesamt wurde nur einmal die Bewertung „A“ vergeben, sechs Mal „B“, sieben Mal „C“ und einmal „D“. In dem Bericht wird ferner festgestellt, dass von der externen Wirtschaftsprüfung „Vetternwirtschaft“ und „finanzielle Unregelmäßigkeiten“ am Colegio bestätigt worden sind.